# Polynema gaucho
Polynema gaucho is een vliesvleugelig insect uit de familie Mymaridae. De wetenschappelijke naam is voor het eerst geldig gepubliceerd in 2010 door Triapitsyn & Aquino.